# Имаго-терапия отношений
Имаго-терапия отношений (ИТО) (англ. Imago Relationship Therapy (IRT)) — вид психотерапии, который разработали супруги психолог Харвилл Хендрикс и религиовед Хелен ЛаКелли Хант. Имаго-терапия была изначально предназначена для работы над отношениями в паре, но со временем возникли адаптации для индивидуальной терапии (с помощью техники «Обыкновенное чудо») и для работы с группой — Комьюнолог (Communolog). Другие применения техник Имаго возможны в межгенерационных, дружеских и рабочих отношениях.
Исследование эффективности метода, проведенное в 2017 году, показало, что пары, участвующие в ИТО, повысили удовлетворенность браком во время лечения (и в меньшей степени при последующем наблюдении), но улучшения не были клинически значимыми.
Название терапии происходит от латинского слова Imago обозначающего «образ». Предполагается что в процессе роста и развития у каждого человека складывается подсознательный образ (Имаго) того человека который будет его притягивать в зрелости. Этот образ складывается из смеси знакомых (положительных и отрицательных) или отсутствующих но желаемых черт и манер поведения окружающих ребёнка близких людей. По теории в этот образ примешиваются и «утраченные части» самого человека. То есть те проявления или части личности, с которыми человек теряет осознанный контакт вследствие тех или иных процессов социализации или потенциально травмирующих событий. Части, которым по какой-либо причине нельзя было проявляться и они отошли в «тень». То есть диссоциировались и отошли в подсознание, продолжая при этом влиять на поведение человека. В силу выбора партнёра по таким критериям, теория Имаго видит партнёрские конфликты как почти неизбежную и абсолютно необходимую часть отношений, которая предназначена для того чтоб помочь партнёрам вылечить свои детские травмы и вернуть себе свои утраченные части.
Имаго терапевт обычно называется фасилитатором, поскольку его главной целью в сессии обеспечить участникам возможность говорить друг с другом, при этом следя за соблюдением правил безопасности в кабинете, и помогая паре в структуризации и углублению диалога.
ИТО — интегративный подход в котором есть элементы гуманистической, психодинамической, когнитивно — поведенческой теорий а также элементы ненасильственного общения. Центральным инструментом ИТО является Имаго — диалог. Это очень структурированный диалог, где каждый из говорящих говорит по очереди, соблюдая правила ненасильственного общения, с целью соблюдения безопасной обстановки. Часто используются заранее расписанные предложения — основы (начало предложений) предложенные Имаго-фасилитатором которые отправитель дополняет так как ему нужно. В первом шаге диалога получатель сообщения зеркалит все что говорит отправитель. Когда отправитель заканчивает говорить, получатель делает краткое резюме всего услышанного. Во втором шаге получатель подтверждает смысл услышанного и в третьем выражает эмпатию отправителю с помощью предположения о его чувствах. Затем, как правило, фасилитатор предлагает паре поменять направление диалога и отправитель становится получателем и наоборот.
Цели Имаго — фасилитатора включают в себя научить пару безопасно выражать свои мысли и чувства, выслушивать друга друга не защищиаяясь и не нападая и не дистанцируясь от партнёра. Дифференцироваться друг от друга, в то же время увеличивая заботливое поведение и эмпатию по отношения друг к другу. Повышение осознанности по отношению к психологическим динамикам себя и партнёра и увеличение удовольствия и безопасности в паре, являются важными шагами достижения целей терапии.
Наличие у одного из партнёров в паре химической зависимости является препятствием удачным результатам Имаго — терапии и требует отдельного внимания.